# Gaspar Odirlei
Odirlei de Souza Gaspar, känd vid född 18 maj 1981 i Itatiba, är en brasiliansk före detta fotbollsspelare.

## Fotbollskarriär
Odirlei gjorde i Challenge League 2007/2008 31 mål för FC Vaduz. Med dessa mål var han en viktig anledning till att FC Vaduz, som första liechtensteinska lag någonsin, kvalificerade sig för den Schweiziska superligan 2008/2009.
För sina prestationer för FC Vaduz utsågs Odirlei till årets fotbollsspelare i Liechtenstein 2008. Det var första gången och 2023 hittills enda gången en utländsk spelare fått utmärkelsen.